# Psilorhamphus guttatus
A Psilorhamphus guttatus a madarak osztályának verébalakúak (Passeriformes) rendjébe és a fedettcsőrűfélék (Rhinocryptidae) családjába tartozó Psilorhamphus nem egyetlen faja.

## Rendszerezése
A fajt Édouard Ménétries francia ornitológus írta le 1835-ben, a Leptorhynchus nembe Leptorhynchus guttatus néven.

## Előfordulása
Argentína északkeleti és Brazília délkeleti részén honos. Természetes élőhelyei szubtrópusi és trópusi esőerdők és cserjések. Állandó, nem vonuló faj.

## Megjelenése
Testhossza 13 centiméter.
|  |

## Életmódja
Egyedül vagy párban rovarokkal táplálkozik.

## Természetvédelmi helyzete
Az elterjedési területe nem nagy, egyedszáma pedig csökken. A Természetvédelmi Világszövetség Vörös listáján mérsékelten fenyegetett fajként szerepel.